# 维尔弗雷多·佩莱斯
维尔弗雷多·A·佩莱斯·埃斯米特（西班牙語：Wilfredo A. Peláez Esmite，1930年10月27日—2019年5月23日），出生于圣何塞，乌拉圭篮球运动员，曾代表乌拉圭参加1952年夏季奥运会男子篮球比赛，并获得铜牌。